# Ромејн Мило Члуски
Ромејн Мило-Члуски (фр. Romain Millo-Chluski; 20. април 1983) професионални је француски рагбиста, који тренутно игра за Тулуз. Висок је 196 цм, тежак је 121 кг и игра у другој линији. 3 пута је са Тулузом освајао титулу шампиона Француске (2008, 2011 и 2012.) и 3 пута титулу шампиона Европе (2003, 2005 и 2010). За Тулуз је до сада одиграо 301 меч и постигао 20 поена. За репрезентацију Француске одиграо је 18 тест мечева.Играо је на светском првенству 2011.